# St. Severin (Weisweiler)

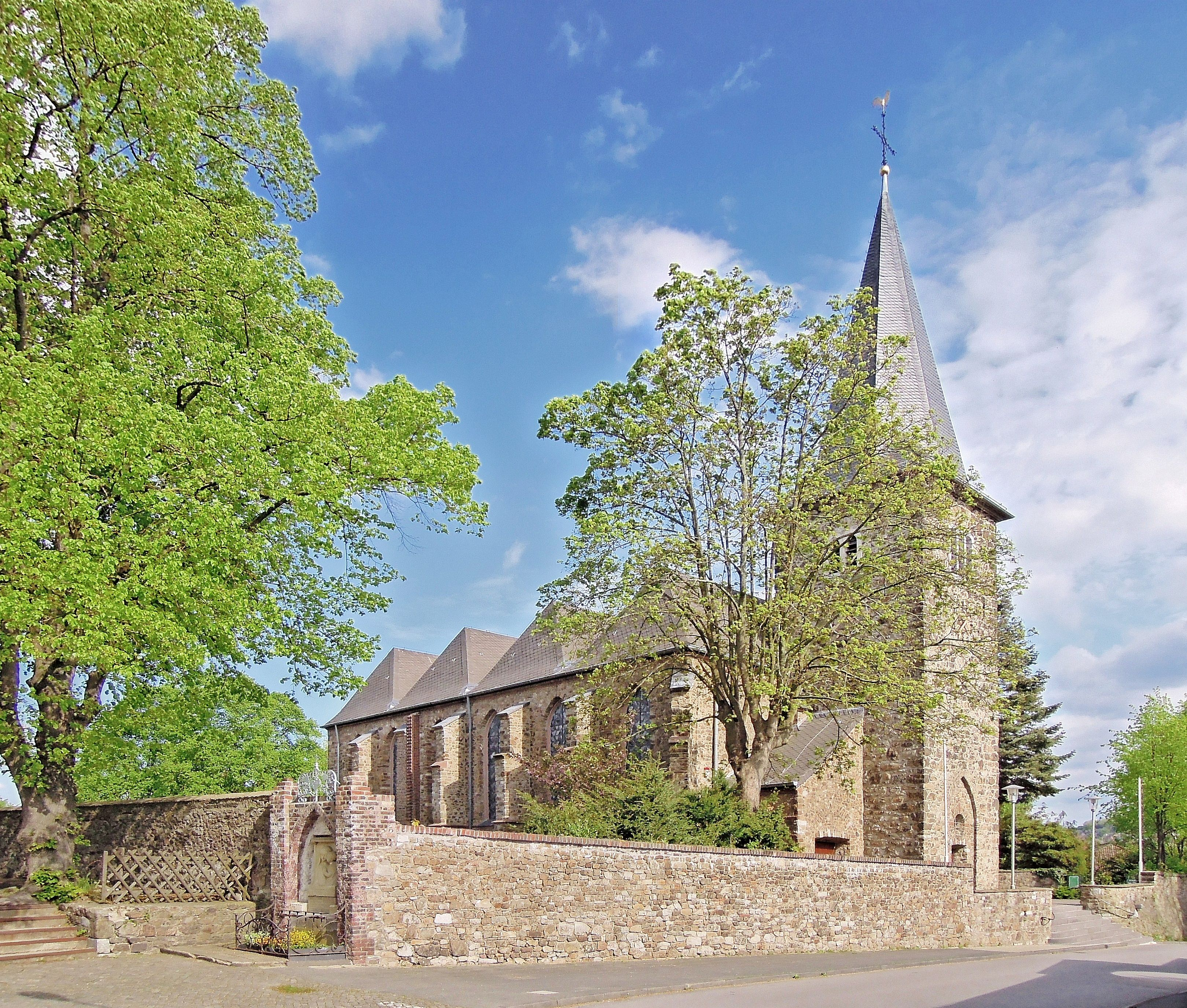
St. Severin in Weisweiler

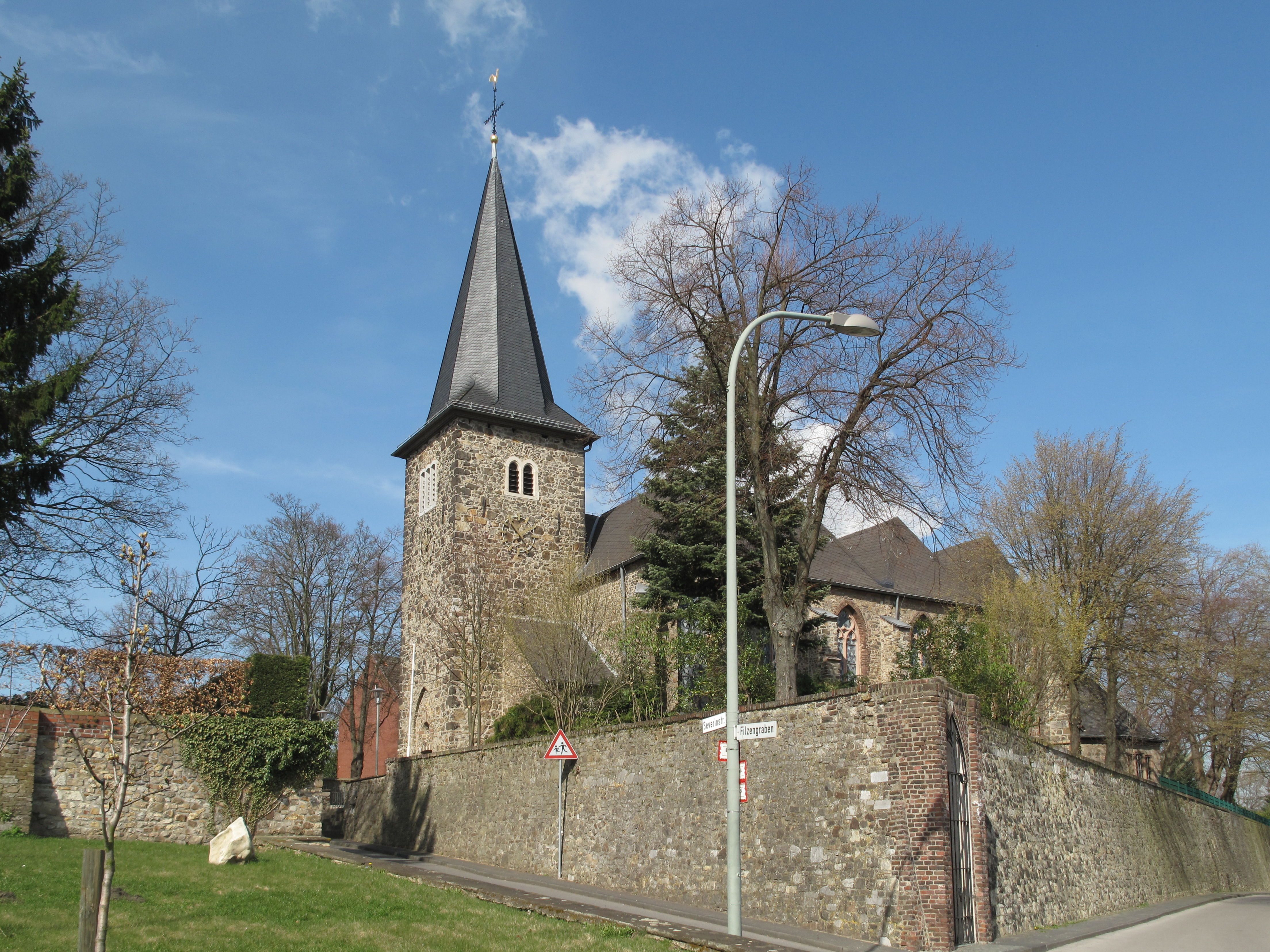
Ansicht von Südwesten

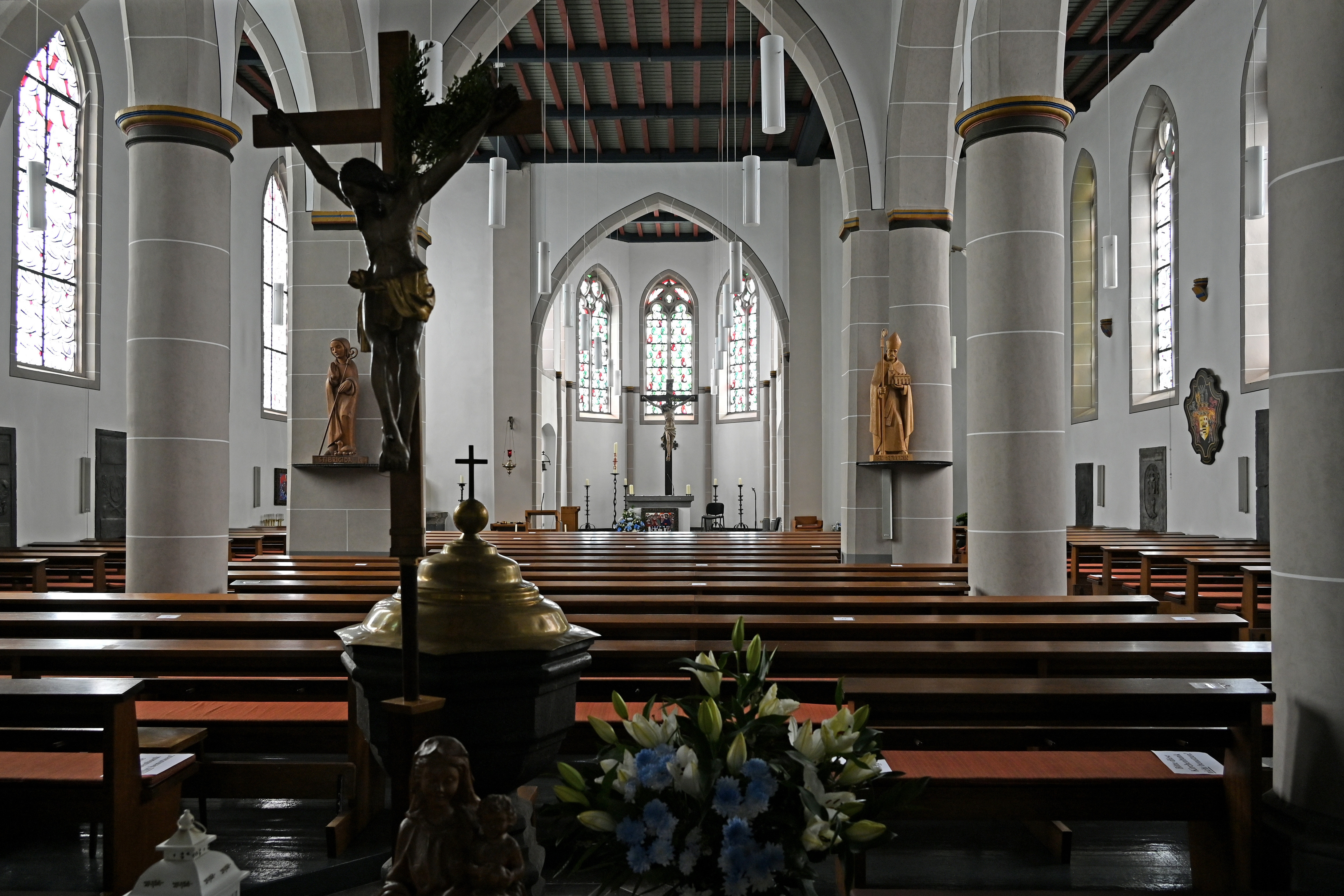
Innenraum, Blick zum Altar

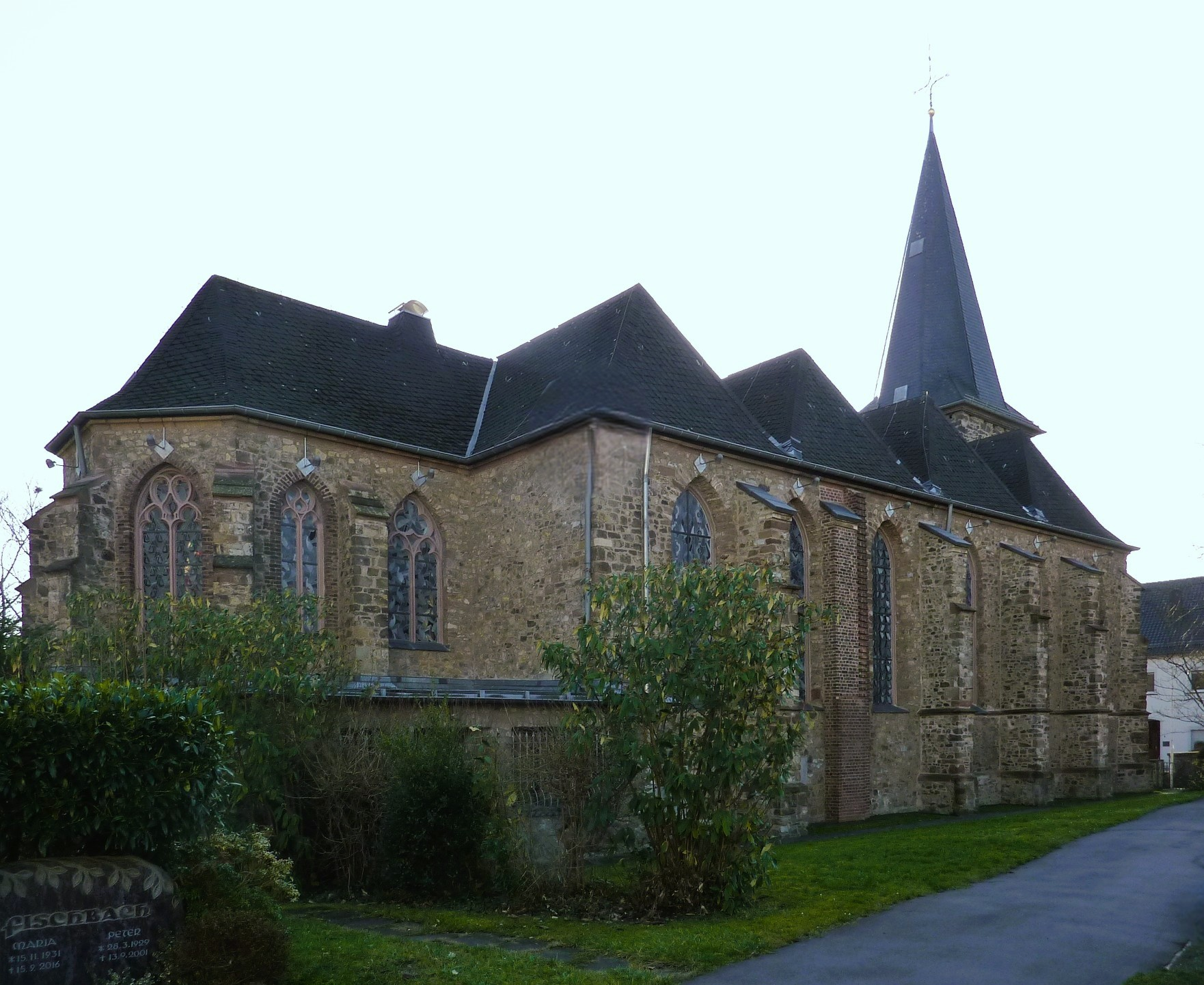
Ansicht von Nordosten

St. Severin ist die römisch-katholische Pfarrkirche des Eschweiler Stadtteils Weisweiler in der Städteregion Aachen in Nordrhein-Westfalen.
Das Bauwerk ist unter Nr. 128 in die Liste der Baudenkmäler in Eschweiler eingetragen und dem hl. Bischof Severin von Köln geweiht. Zur Pfarrei zählt auch Hücheln mit der Filialkirche St. Johann Baptist.

## Lage
Das Kirchengebäude befindet sich an der Ecke Severinstraße / Burgweg. Direkt im Osten des Gotteshauses befindet sich der Friedhof und auf der anderen Straßenseite der Burgstraße die Burg Weisweiler.

## Geschichte
Weisweiler ist eine alte Pfarre. Am Standort der Kirche soll es zur Zeit der Kelten bereits ein Heiligtum gegeben haben. Wahrscheinlich zur Zeit der Karolinger im 8. oder 9. Jahrhundert wurde in Weisweiler eine erste Kirche errichtet. 
Pfarre und Kirche wurden 1282 erstmals urkundlich erwähnt. Im Liber valoris aus dem Jahr 1308 wird die Pfarre im damaligen Dekanat Jülich aufgeführt. Zu dieser Zeit waren die Besitzer der Burg Weisweiler die Kollatoren. Rechte an der Kirche besaß aber auch das Kölner St. Gereonstift. Im 17. Jahrhundert entwickelte sich die Verehrung der hl. Brigida von Kildare. Ihr Festtag, der 1. Februar, wurde von da an mit der Segnung von Brot und Wasser besonders feierlich begangen.
In der Franzosenzeit kam Weisweiler, welches immer zum Erzbistum Köln gehörte, 1802 an das neu gegründete Bistum Aachen. 1825 wurde die Pfarre nach Auflösung des neuen Bistums wieder dem Erzbistum zugeteilt. Seit 1930 gehört Weisweiler nun zum wiedergegründeten Bistum Aachen.
Seit jeher gehörte auch Hücheln zum Pfarrbezirk. Dort wurde 1960 eine Kirche erbaut. 1964 wurde Hücheln zu einem eigenen Seelsorgebezirk in der Pfarre Weisweiler erhoben und am 30. August 1973 erfolgte die vollständige Abtrennung von Weisweiler und Erhebung zur Pfarre. Dies wurde zum 1. Januar 2010 rückgängig gemacht, die Pfarre Hücheln aufgelöst und wieder der Pfarre Weisweiler zugeschlagen.

## Baugeschichte
In der Karolingerzeit im 8. oder 9. Jahrhundert wurde sehr wahrscheinlich eine erste Kirche in Weisweiler erbaut. Belegbar ist jedoch, dass es um das Jahr 1000 eine Kirche gegeben hat, was anhand einer Gravur eines Balkens festgestellt worden ist. Die erste urkundliche Erwähnung erfolgte 1282.
In der zweiten Hälfte des 15. Jahrhunderts wurde die 1282 erwähnte Kirche, über die nichts Näheres bekannt ist, bis auf den Turm abgerissen und ein neues Kirchenschiff im Baustil der Gotik erbaut, welches heute der westliche Teil der Pfarrkirche ist. Mitte des 19. Jahrhunderts wurde die Kirche zu klein und ein Erweiterungsbau beschlossen. Der Kölner Architekt August Carl Lange legte Pläne zu einer Erweiterung vor, die im Jahr 1889 umgesetzt wurden. Der alte Chor wurde abgebrochen und das bestehende gotische Kirchenschiff um drei Joche nach Osten im Stil der Neugotik verlängert. Zudem wurde ein neuer Chor erbaut. Durch diese Baumaßnahmen erhielt St. Severin im Wesentlichen sein heutiges Erscheinungsbild.
Im Zweiten Weltkrieg wurde die Pfarrkirche zwischen September und November 1944 sehr stark beschädigt und alle Gewölbe zerstört. Beim Wiederaufbau wurde im Inneren eine flache Holzdecke eingezogen. Die Dächer wurden wie vor dem Krieg wieder aufgebaut.

## Baubeschreibung
St. Severin ist eine dreischiffige und sechsjochige Hallenkirche aus Bruchsteinen. Der Westteil ist gotisch und der Ostteil der Kirche ist neugotisch. Der Glockenturm ist dem Kirchenschiff im Westen vorgebaut und besitzt drei Geschosse sowie eine achtseitige Turmhaube. Im Osten befindet sich der zweijochige und dreiseitig geschlossene Chor. Die Kirche hat durch die neugotische Überformung keine mittelalterliche Baugestalt mehr.

## Ausstattung
Trotz der Zerstörungen im Zweiten Weltkrieg haben sich noch einige historische Ausstattungsstücke erhalten. Die Granitmensa des Altares stellt den hl. Severin und die hl. Brigida dar und stammt aus dem 15. Jahrhundert. Das Tabernakel wurde im 19. Jahrhundert in vergoldetem Messing geschaffen. Die Ewig-Licht-Ampel stammt aus dem Jahr 1731. Weiterhin ist eine Kreuzigungsgruppe aus dem 16.–18. Jahrhundert vorhanden sowie verschiedene Heiligenfiguren aus dem 18. Jahrhundert. Der Kreuzweg ist eine Arbeit aus Emaille des Würselener Künstlers Albert Sous von 1960. Die Buntglasfenster sind Arbeiten von Trude Binnendahl-Benning aus dem Jahr 1957.

## Glocken
Im Glockenturm befinden sich Bronze-Glocken aus verschiedenen Jahrhunderten. Besonders wertvoll sind drei Glocken aus dem 15. und 16. Jahrhundert.
| Nr. | Name         | Durchmesser (mm) | Masse (kg, ca.) | Schlagton (HT-1/16) | Gießer                | Gussjahr |
| 1   | Große Maria  | 1160             | 1000            | f1 +3               | Johannes Hoernken     | 1451     |
| 2   | Margaretha   | 1023             | 700             | g1 +3               | Johannes de Hintum    | 1447     |
| 3   | Severinus    | 923              | 460             | a1 +4               | Fa. Mabilon, Saarburg | 1959     |
| 4   | Josef        | 755              | 270             | c2 +4               | Fa. Mabilon, Saarburg | 1959     |
| 5   | Michael      | 673              | 180             | d2 +5               | Fa. Mabilon, Saarburg | 1962     |
| 6   | Kleine Maria | 558              | 100             | f2 +7               | Gregor von Trier      | 1530     |

## Pfarrer
Folgende Priester waren bislang Pfarrer an St. Severin:
| von – bis | Name               |
| --------- | ------------------ |
| 1917–1934 | Leopold von Schütz |
| 1934–1941 | Karl Bomm          |
| 1941–1941 | Franz Nicke        |
| 1942–1952 | Wilhelm Hoffmans   |
| 1952–1965 | Johannes Giesen    |
| 1965–1969 | Josef Zitzen       |
| 1969–1978 | Ludwig Gieswinkel  |
| 1978–2009 | Franz-Josef Wynen  |
| Seit 2009 | Vakant             |

Vor 2009 bis 2020 hat Norbert Crampen alle priesterlichen Aufgaben im Nebenamt übernommen.